# Military Sealift Command
Das Military Sealift Command (MSC) ist die Seetransportkomponente des US Transportation Command und gehört zur United States Navy.
Es stellt die MSC Versorgungs- und Transportschiffe und sichert den Nachschub an Brennstoff, Munition und anderen Verbrauchsgütern sowie den Transport von Einheiten aller US-Streitkräfte und Regierungsbehörden zur See. Es entspricht in seiner Funktion weitgehend der britischen Royal Fleet Auxiliary. Die Aufstellung erfolgte am 9. Juli 1949.

## Geschichte
Die Anfänge des MSC gehen bis in das Jahr 1847 zurück, wo nach dem Mexikanisch-Amerikanischen Krieg Brigadegeneral und Quartiermeister der U.S. Army Thomas S. Jesup, vorschlug alle Seetransporte in die Hände der Marine zu legen; jedoch dauerte es noch zwei Weltkriege, bis der Verteidigungsminister James Forrestal am 15. Dezember 1948 den Military Sea Transportation Service (MSTS) unter dem Oberkommando des US Transportation Command aufstellen ließ.
Am 6. Juli 1950 gab es für das MSTS die erste Bewährungsprobe, der Koreakrieg. In elf Tagen verlegte man die 24. Infanterie-Division von Japan nach Busan (Südkorea). Während des Vietnamkriegs transportierte das Kommando 54 Millionen Tonnen an Ausrüstung und Material sowie 8 Millionen long tons Treibstoff in das Kriegsgebiet.
Besonders von 1955 bis 1957 transportierte der MSTS Material für den Bau der Distant Early Warning Line in das Polarmeer.
Im Jahr 1970 wurde der Military Sea Transportation Service in Military Sealift Command umbenannt und führt bis heute Gütertransporte für das Verteidigungsministerium aus.
Im Gegensatz zu den anderen Zweigen des US-Militärs arbeitete der MSTS nicht mit einem vom Kongress sanktionierten Budget, sondern berechnet den Nutzern seiner Dienstleistungen Gebühren.

## Aufbauorganisation

### Hauptquartier (Headquarters)
- Washington, D.C.

### Gebietskommandos (Area Commands)
- Military Sealift Command Atlantic (MSCLANT) mit Sitz in Norfolk, Virginia (Naval Station Norfolk)
- Military Sealift Command Pacific (MSCPAC) mit Sitz in San Diego, Kalifornien (Naval Base Point Loma)
- Military Sealift Command Europe and Africa (MSCEURAF) mit Sitz in Neapel, Italien (weiterer Standort: Rota, Spanien)[7]
- Military Sealift Command Central (MSCCENT) mit Sitz in Manama, Bahrain
- Military Sealift Command Far East (MSCFE) mit Sitz in Singapur

### Component Command/Subordinate Command
- Military Sealift Fleet Support Command in Norfolk, Virginia

Alle Schiffe gehören der US-Regierung oder sind gechartert und werden ausschließlich von Zivilisten gesteuert. Je nach Status tragen die Schiffe die Kennung USNS für United States Naval Ship als Zugehörigkeit zum Militär oder den Zusatz T-  vor ihrer Bezeichnung MV, SS als Kennzeichnung für ein Hilfsschiff.
Die Aufgaben des Military Sealift Command unterteilt sich in vier Aufgabengebiete/Programme:

#### Naval Fleet Auxiliary Force
Die Naval Fleet Auxiliary Force stellt die Versorgung der US Navy sicher. Dafür verfügt die Einheit über verschiedene Schiffe aller Art, wie z. B. Versorgungsschiffe und Stückgutfrachter.
Alle Schiffe tragen einen grauen Anstrich sowie ein blaues und gelbes horizontales Band am Schornstein. Die Schiffe USNS Mercy (T-AH-19) und USNS Comfort sind als Hospitalschiffe weiß gestrichen und tragen das Rote Kreuz als Schutzzeichen.

#### Sonderaufträge (Special Missions)
Das MSC unterhält ebenfalls 24 Schiffe für Sonderaufträge. Dazu zählen Unterwasserüberwachung, Meereskunde, Hydrografie und andere Aufgabengebiete. Zu dieser Gruppe zählen unter anderem SWATH-Schiffe wie die Impeccable. Diese Schiffe werden auch vom Naval Sea Systems Command und Oceanographer of the Navy genutzt.

#### Ständige Einsatzbereitschaft
Dieses Programm ist ein Teil des amerikanischen Projektes Sea Shield, Sea Strike And Sea Basing. Ziel dieses Programms ist die ständige Verfügbarkeit von schwimmenden Einheiten auf der ganzen Welt, um die Schiffe der U.S. Navy in einem Konflikt schnell mit Munition, Kraftstoff, Trinkwasser und anderen Gütern zu versorgen. Für diesen Zweck hält das MSC ständig 36 Schiffe in Einsatzbereitschaft.

#### Seetransporte
Als eine Hauptaufgabe ist das MSC dafür zuständig, zu jeder Zeit den seewärtigen Transport von Material durchzuführen und das zu gleichbleibender Zuverlässigkeit, auch im Krieg. Dazu gliedert sich das Programm nochmals in drei weitere Programme.

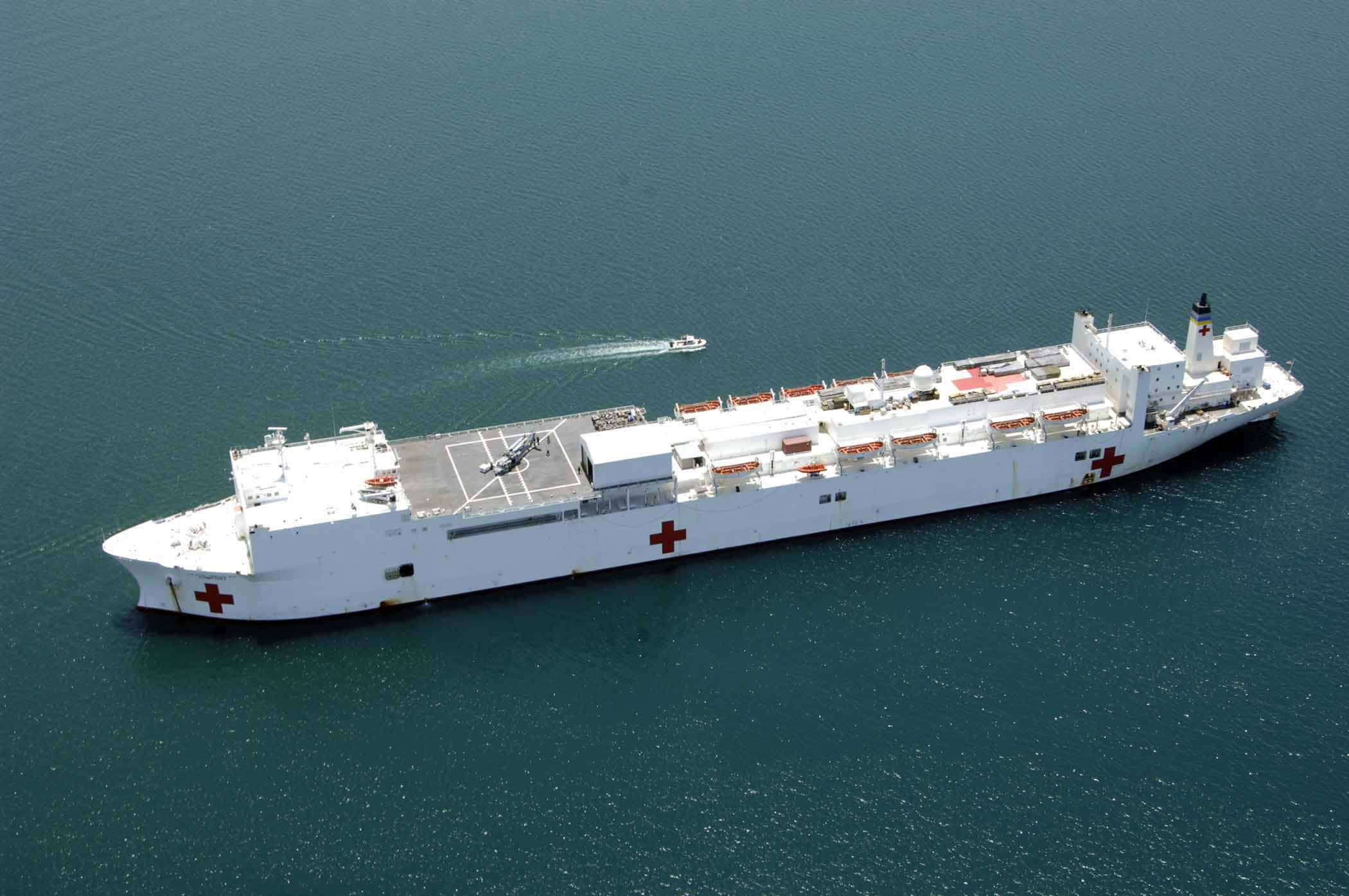
Hospitalschiff USNS Comfort
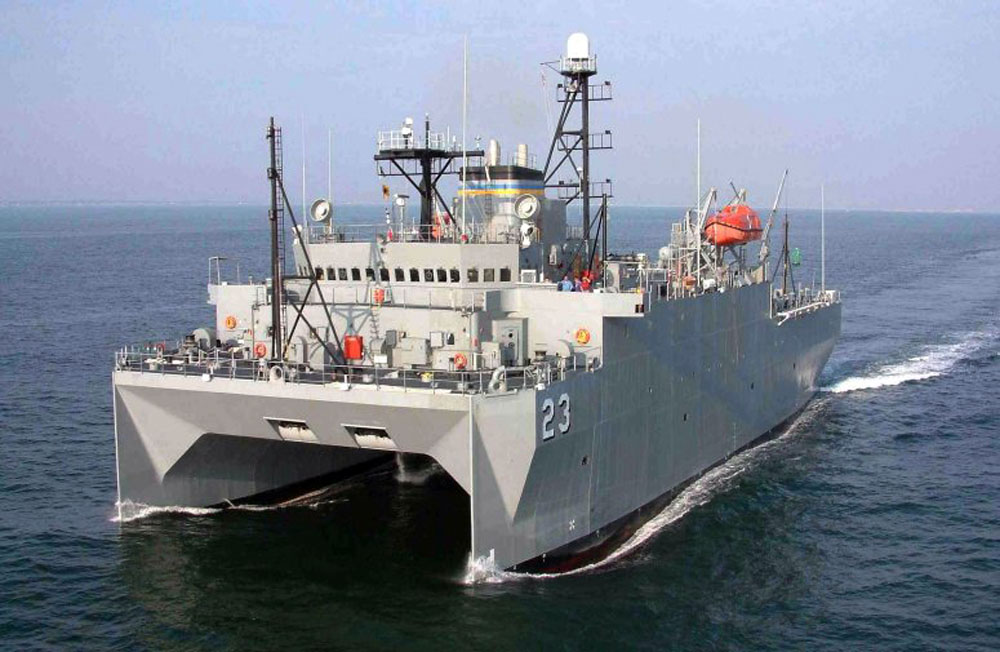
Überwachungsschiff Impeccable
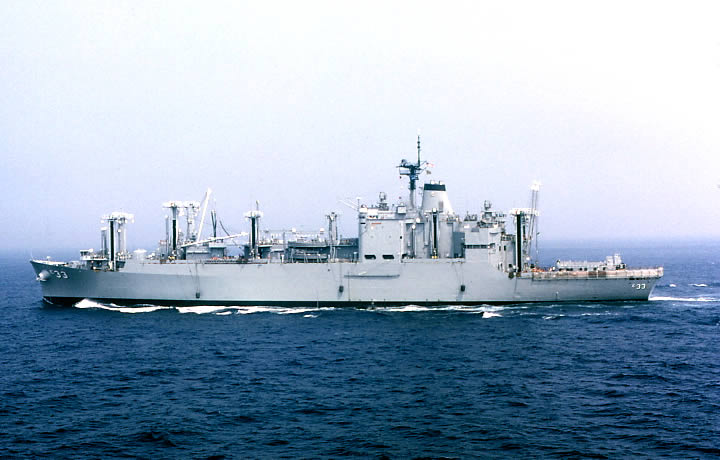
Versorger USNS Shasta (T-AE-33)
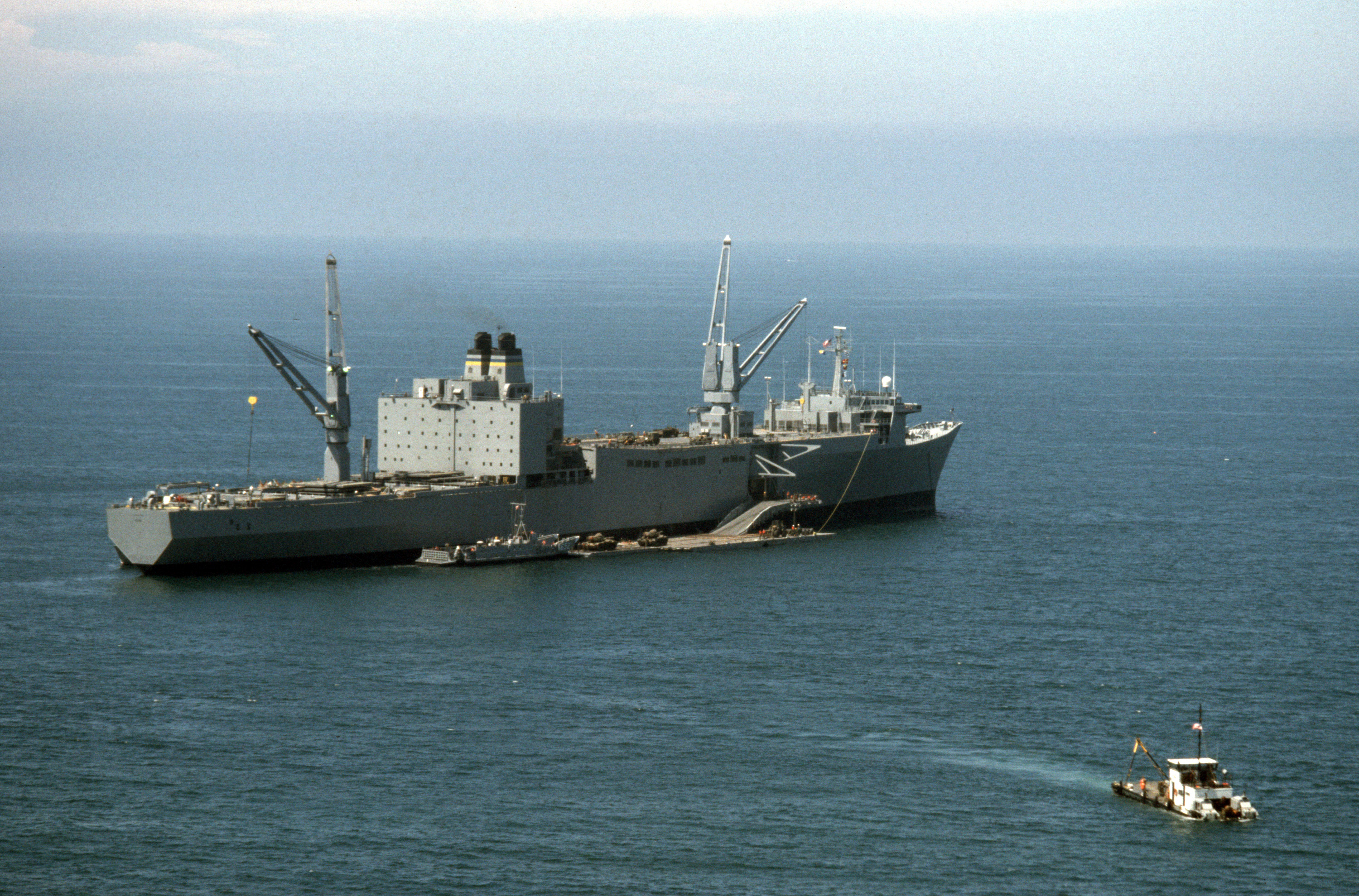
RoRo-Fahrzeugtransportschiff Altair 1986, beim Entladen von Gerät auf eine schwimmende Verladebrücke

## Kommandeure
| Name                             | Beginn            | Ende              | Photo |
| -------------------------------- | ----------------- | ----------------- | ----- |
| William M. Callaghan             | 1. Oktober 1949   | Januar 1953       |       |
| Francis C. Denebrink             | Januar 1953       | 1. Juli 1956      |       |
| John M. Will                     | 1. Juli 1956      | 1959              |       |
| Roy A. Gano                      | 1959              | Juli 1964         |       |
| Glynn R. Donaho                  | Juli 1964         | 1. April 1967     |       |
| Lawson P. Ramage                 | November 1967     | März 1970         |       |
| Ab hier Military Sealift Command |                   |                   |       |
| Arthur R. Gralla                 | März 1970         | November 1971     |       |
| John D. Chase                    | November 1971     | Januar 1975       |       |
| Sam H. Moore                     | Januar 1975       | 1977              |       |
| John D. Johnson, Jr.             | 1977              | 1979              |       |
| Bruce Keener III                 | 1979              | 1981              |       |
| Kent J. Carroll                  | 1981              | Juli 1983         |       |
| William H. Rowden                | Juli 1983         | 1985              |       |
| Walter T. Piotti                 | 1985              | Dezember 1988     |       |
| Paul D. Butcher                  | Dezember 1988     | 1991              |       |
| Francis R. Donovan               | 1991              | 1992              |       |
| Michael P. Kalleres              | 1992              | 1994              |       |
| Philip M. Quast                  | 1995              | 1997              |       |
| James B. Perkins III             | Februar 1997      | Februar 1999      |       |
| Gordon S. Holder                 | Februar 1999      | 30. August 2001   |       |
| David L. Brewer III              | 30. August 2001   | März 2006         |       |
| Robert D. Reilly Jr.             | März 2006         | 16. Okt. 2009     |       |
| Mark H. Buzby                    | 16. Okt. 2009     | 10. Mai 2013      |       |
| Thomas K. Shannon                | 10. Mai 2013      | 25. August 2016   |       |
| Dee L. Mewbourne                 | 25. August 2016   | 28. Juni 2019     |       |
| Michael A. Wettlaufer            | 28. Juni 2019     | 8. September 2023 |       |
| Philip E. Sobeck                 | 8. September 2023 | amtierend         |       |

## Unterstellung
| Präsident der Vereinigten Staaten | Verteidigungsminister der Vereinigten Staaten | United States Secretary of the Navy | Chairman of the Joint Chiefs of Staff | Chief of Naval Operations | Commander, U.S. Fleet Forces Command | Commander, United States Transportation Command | Commander, U.S. Fleet Forces Command | Commander, Military Sealift Command |